# Yokosuka P1Y
Chiếc Yokosuka P1Y Ginga (銀河, "Ngân Hà") là một kiểu máy bay ném bom hai động cơ đặt căn cứ trên đất liền được phát triển cho Hải quân Đế quốc Nhật Bản trong Thế Chiến II. Nó là kiểu nối tiếp cho chiếc Mitsubishi G4M và được phe Đồng Minh đặt tên lóng là "Frances".
Chiếc P1Y được thiết kế bởi Xưởng kỹ thuật Không lực Hải quân Yokosuka theo những tiêu chuẩn của Hải quân đòi hỏi tốc độ bắt kịp chiếc Zero, tầm bay xa bằng chiếc G4M, tải trọng 1 tấn bom, và khả năng ném bom bổ nhào cũng như mang ngư lôi. Hậu quả là, việc cấu trúc bị chịu ảnh hưởng bởi sự phức tạp quá mức, khó sản xuất và khả năng bảo trì kém. Những vấn đề liên quan đến kiểu động cơ Nakajima Homare khiến cho phải thay thế bằng kiểu Mitsubishi Kasei. Chuyến bay đầu tiên diễn ra vào tháng 8 năm 1943. Nakajima đã sản xuất 1.002 chiếc.
Một phiên bản máy bay tiêm kích bay đêm, chiếc P1Y2-S Kyokko (極光, "Hào quang") được trang bị radar và hỏa lực bắn lên trên, cũng như pháo 20 mm bắn ra phía trước. Có 97 chiếc được sản xuất bởi Kawanishi, nhưng do tính năng bay không thỏa đáng ở tầm cao để chống cự những chiếc B-29, có nhiều chiếc đã được chuyển đổi ngược lại kiểu máy bay ném bom Ginga.

## Các phiên bản

Chiếc P1Y trang bị radar

Nguyên mẫuSáu chiếc trang bị động cơ NK9C Homare-11 1820 mã lực.
P1Y1 Ginga (Ngân Hà) Kiểu 11Máy bay ném bom Hải quân đất liền Kiểu 11, phiên bản sản xuất đầu tiên.
P1Y1 Ginga-Kai Kiểu 11 Đặc biệtphiên bản cải biến có khả năng mang một chiếc Yokosuka MXY-7 Ohka "Baka" (kiểu 22).
P1Y1-S Byakko (Bạch quang)Máy bay Tiêm kích bay đêm Hải quân, phiên bản trang bị bốn pháo Kiểu 99 20 mm bắn chéo ra phía trước, và một súng máy Kiểu 2 13 mm phòng thủ hướng ra phía sau.
P1Y2-S Kyokko (Hào quang)Máy bay Tiêm kích bay đêm Hải quân, trang bị kiểu động cơ mới Mitsubishi MK4T-A Kasei 25a công suất 1850 mã lực, hai pháo Kiểu 99 20 mm bắn chéo ra phía trước, và một súng máy Kiểu 2 13 mm phòng thủ hướng ra phía sau.
P1Y2 Kiểu 16Cải biến các phiên bản tiêm kích bay đêm trước đó.
P1Y1a/P1Y12aTương tự như kiểu P1Y1/P1Y2 với một pháo Kiểu 99 20 mm trước mũi buồng lái, và một súng máy Kiểu 2 13 mm phòng thủ hướng ra phía sau.
P1Y1b/P1Y2bPhiên bản trang bị tháp súng lưng với hai súng máy Kiểu 2 13 mm và một pháo Kiểu 99 20 mm trước mũi buồng lái.
P1Y1c/P1Y2cTương tự như kiểu P1Y1b/P1Y2b nhưng khẩu pháo trước mũi được thay bằng một súng máy Kiểu 2 13 mm.
P1Y3-P1Y6Khác biệt về động cơ và bộ turbo nén, chỉ là dự án không sản xuất.
Tổng cộng: có 1.002 chiếc được sản xuất; hoặc 1.098 chiếc bao gồm phiên bản P1Y2-S Kyokko.

## Đặc điểm kỹ thuật (P1Y1a)

### Đặc tính chung
- Đội bay: 03 người
- Chiều dài: 15,00 m (49 ft 2 in)
- Sải cánh: 20,00 m (65 ft 7 in)
- Chiều cao: 4,30 m (14 ft 1 in)
- Diện tích bề mặt cánh: 55 m² (592 ft²)
- Lực nâng của cánh: 245 kg/m² (50 lb/ft²)
- Trọng lượng không tải: 7.265 kg (16.020 lb)
- Trọng lượng có tải: 13.500 kg (29.750 lb)
- Động cơ: 2 x động cơ Nakajima Homare 18 xy lanh bố trí hình tròn, công suất 1.825 mã lực (1.361 kW) mỗi động cơ

### Đặc tính bay
- Tốc độ lớn nhất: 547 km/h (340 mph)
- Tầm bay tối đa: 5.370 km (3.337 mi)
- Trần bay: 9.400 m (30.840 ft)
- Tốc độ lên cao: 37 m/s (7.250 ft/min)
- Tỉ lệ công suất/khối lượng: 0,20 kW/kg (0,12 hp/lb)

### Vũ khí
- 1 x pháo Kiểu 99 20 mm trước mũi
- 1 x súng máy Kiểu 2 13 mm phía đuôi
- 1.000 kg (2.200 lb) bom hoặc
- 1 x ngư lôi

## Nội dung liên quan

### Máy bay liên quan
- Yokosuka Tenga

### Máy bay tương tự
- Junkers Ju 88
- Petlyakov Pe-2
- Saab 18

### Trình tự thiết kế
P1Y

### Danh sách liên quan
- Danh sách máy bay chiến đấu
- Danh sách máy bay quân sự Nhật Bản
- Danh sách máy bay trong Chiến tranh Thế giới II
- Danh sách máy bay ném bom